# Jorquera (Albacete)
Jorquera (anteriormente, hasta 1857, Jorguera) es un municipio español situado al sureste de la península ibérica, en la provincia de Albacete, dentro de la comunidad autónoma de Castilla-La Mancha. Se encuentra a 47 km de la capital provincial. En 2020 contaba con 342 habitantes, según los datos oficiales del INE. Comprende las pedanías de Alcozarejos, Calzada de Vergara, Cubas y Maldonado. Forma parte, junto con otros municipios, de La Manchuela.

## Geografía

Término municipal de Jorquera en la provincia de Albacete

Situado al noreste de la provincia subido a un cerro delimitado por un lado por el río Júcar, que atraviesa el término municipal de oeste a este con su discurrir sinuoso formando un cañón con cortados de 200 metros de altitud, y al otro lado la Cañada de Abengibre, uniéndose los dos en el Puente Nuevo, configuran un paisaje pintoresco hoy, y eminentemente defensivo en el ayer, como lo demuestra la historia y los restos del castillo, con sus murallas almohades del siglo XII, que circundan la parte alta del cerro donde se asienta la población, y los restos de los torreones defensivos situados en las dos entradas naturales, la Puerta de la Villa y la Puerta Nueva con la Torre de Doña Blanca, restaurada y dedicada a exposiciones culturales.
Localidades próximas: Abengibre, La Recueja, Alcalá del Júcar, Alatoz, Bormate, Pozo-Lorente, Casas de Juan Núñez, Valdeganga, Fuentealbilla, Golosalvo y Casas-Ibáñez.

### Climatología
El clima es continental, con inviernos muy fríos, con frecuentes heladas y temperaturas que pueden llegar a los -15 °C[cita requerida] y veranos secos y calurosos con temperaturas por encima de los 30 °C.

## Historia
Esta localidad alcanzó gran esplendor durante el período musulmán. Como muestra de ello tenemos el recinto amurallado almohade del siglo XII. Según se cuenta, en el castillo de la localidad se hospedó el Cid Campeador cuando se dirigía hacia Valencia.
Reconquistada la zona en 1211 por Alfonso VIII, vuelve a caer en manos almohades ese mismo año. Sin embargo, al año siguiente, el mismo Alfonso VIII, junto con las milicias de los concejos de Madrid, Guadalajara, Cuenca, Huete y Uclés, así como varios caballeros ricos, consiguen tomar definitivamente Jorquera y todas las localidades de su alrededor, siendo adscritas a la jurisdicción de la ciudad de Cuenca y rigiéndose por tanto con el Fuero de Cuenca.
El 30 de mayo de 1266, por privilegio concedido por Alfonso X el Sabio, Jorquera es segregado de la jurisdicción de Cuenca y se convierte en concejo propio, denominado Comunidad de Villa y Tierra de Jorquera, adscribiéndose a dicho concejo casi toda la Manchuela albaceteña a excepción de las localidades de Madrigueras, Tarazona de la Mancha y Villalgordo del Júcar, las cuales pertenecían a la Comunidad de Villa y Tierra de Alarcón. La legislación vigente en la Comunidad de Jorquera seguirá siendo el fuero conquense, y de hecho serán repobladores provenientes de la vecina provincia de Cuenca quienes se asienten en la zona.
Hasta 1833, el concejo de Jorquera perteneció a Castilla la Nueva, concretamente a la provincia de Cuenca, tras lo cual fue incluida toda esta zona en la recién creada provincia de Albacete y por tanto en la región histórica de Murcia, hasta que en 1982 Albacete, junto con las provincias de Cuenca, Ciudad Real, Guadalajara y Toledo, pasó a formar parte de la comunidad autónoma de Castilla-La Mancha.

## Geografía humana

### Demografía
Cuenta con una población de 358 habitantes (INE 2024).
| Gráfica de evolución demográfica de Jorquera entre 1842 y 2021 |
| |
| Población de derecho según los censos de población del INE Población de hecho según los censos de población del INEEn este censo se denominaba Jorguera: 1842 Entre el censo de 1930 y el anterior, disminuye el término del municipio porque independiza a 02083 (Villavaliente) |

### Economía
En este municipio la agricultura principal es de secano, cereales (trigo y cebada) y viña, así como el olivo y almendro.
Se mantiene por algunas familias el cultivo del preciado azafrán. 
A lo largo de la ribera del río Júcar existen numerosas huertas de hortalizas de regadío para el abastecimiento de sus propietarios.

### Comunicaciones
Para llegar  a Jorquera las vías de comunicación son: 
- Desde la carretera nacional N-322, en la población de Casas-Ibáñez, se ha de coger la carretera local AB-880 (17 km).
- Desde Mahora, N-322, se ha de coger la carretera local (19 km).
- Desde la CM-332 (Albacete-Ayora), en la población de Casas de Juan Núñez se ha de coger la carretera local AB-880 (14 km).

## Administración
| Periodo   | Nombre                                            | Partido |
| --------- | ------------------------------------------------- | ------- |
| 1979-1983 | Antonio García Gómez                              | AP      |
| 1983-1987 | Antonio García Gómez                              | AP      |
| 1987-1991 | Antonio García Gómez Pedro José García Gómez      | AP PP   |
| 1991-1995 | Pedro José García Gómez                           | PP      |
| 1995-1999 | Pedro José García Gómez                           | PP      |
| 1999-2003 | Juan Modesto Cebrián Santiago                     | PP      |
| 2003-2007 | Juan Modesto Cebrián Santiago Antonio Ramos Pardo | PP      |
| 2007-2011 | Jesús María Jiménez Sánchez                       | PP      |
| 2011-2015 | Jesús María Jiménez Sánchez                       | PP      |
| 2015-2019 | Jesús María Jiménez Sánchez                       | PP      |
| 2019-2023 | Jesús María Jiménez Sánchez                       | PP      |
| 2023-act. | María Pilar Medina Martínez                       | PP      |

## Patrimonio
- Iglesia parroquial de la Asunción. Declarada Bien de Interés Cultural desde el 22 de diciembre de 1992. Identificación del número otorgado por el Ministerio de Cultura de España: RI-51-0007363.
- Murallas almohades. Declaradas Bien de Interés Cultural desde el 21 de diciembre de 1979. Identificador del número otorgado por el Ministerio de Cultura de España: RI-51-0004399.

## Fiestas
Las fiestas patronales son las Fiestas de Mayo (días 21, 22 y 23) en honor a la Virgen de Cubas. El comienzo de estas fiestas se inicia con un mes de antelación con la entrada de la Virgen en romería desde su ermita, en la pedanía de Cubas, hasta la iglesia de Nuestra Señora de la Asunción de Jorquera, donde permanece hasta el 22 de mayo para su culto, retornando a la ermita en romería y realizándose los alardes de moros y cristianos.
El 16 de agosto (San Roque) se realiza la tradicional rifa con los presentes que los vecinos llevan (frutas de gran tamaño, trabajos artesanos, animales domésticos, etc.) en beneficio de la Iglesia.

## Aprovechamiento del Júcar a su paso por Jorquera
La utilización del río Júcar para regadío data de la época árabe. Se canaliza el agua en la presa de la Villa aprovechando el desnivel natural, en dos acequias, cada una por una margen del río, que van recorriendo toda la vega fértil donde, a su paso, se cultiva sobre todo para consumo de las familias.
En tiempos no muy lejanos existían tres molinos de moler cereales para consumo humano y para pienso para los animales, accionados por el agua de estas acequias, dos en Maldonado y Cubas y uno en Jorquera; este último desapareció en la riada de 1982 pero estuvo funcionando hasta final de la década de 1970.
Sobre los años 1910-1915 se construyó una central eléctrica de baja cota, es decir, no se necesita una presa de altura para producir la electricidad y, con un desnivel de 5-6 metros con un gran caudal se consigue generar la potencia necesaria en las turbinas. Este tipo de centrales minimizan el impacto ambiental que las grandes obras causan en el entorno, pero están sujetas a las variaciones del caudal del río.